# 1287
- Wikisource

| Calendário gregoriano                                                        | 1287 MCCLXXXVII                                      |
| Ab urbe condita                                                              | 2040                                                 |
| Calendário arménio                                                           | 736 – 737                                            |
| Calendário bahá'í                                                            | -557 – -556                                          |
| Calendário budista                                                           | 1831                                                 |
| Calendário chinês                                                            | 3983 – 3984 Início a 15 de janeiro (aproximadamente) |
| Calendário copta                                                             | 1003 – 1004                                          |
| Calendário etíope                                                            | 1279 – 1280                                          |
| Calendários hindus - Vikram Samvat - Calendário nacional indiano - Cáli Iuga | 1342 – 1343 1208 – 1209 4387 – 4388                  |
| Calendário Holoceno                                                          | 11287                                                |
| Calendário islâmico                                                          | 686 – 687                                            |
| Calendário judaico                                                           | 5047 – 5048                                          |
| Calendário persa                                                             | 665 – 666                                            |
| Calendário rúnico                                                            | 1537                                                 |
| Calendário solar tailandês                                                   | 1830                                                 |

1287 (MCCLXXXVII, na numeração romana) foi um ano comum do século XIII do Calendário Juliano, da Era de Cristo, e a sua letra dominical foi E (52 semanas), teve início a uma quarta-feira, terminou também a uma quarta-feira.
No reino de Portugal estava em vigor a Era de César que já contava 1325 anos.
| Ano completo                        |
| ----------------------------------- |
| Ano comum com início à quarta-feira |

## Eventos
- Terceiro ataque mongol à Polônia, liderado por Nogai Cã e Tula Buga; Lublin, Sandomierz, Sieradz são devastadas pelos invasores, que são detidos em Cracóvia. Lesco II, o Negro foge para a Hungria como resultado da invasão.
- Terceira investida mongol contra o Vietnã.

## Nascimentos
- 2 de novembro — Nácer, quarto rei nacérida de Granada entre 1309 e 1314  (m. 1322).
- Guido de Penthièvre — conde de Penthièvre e visconde de Limoges  (m. 1331).